# خیش و ستارگان (فیلم)
خیش و ستارگان (انگلیسی: The Plough and the Stars) فیلمی در ژانر درام به کارگردانی جان فورد است که در سال ۱۹۳۷ منتشر شد.

## بازیگران
- باربارا استانویک
- پرستون فاستر
- بری فیتزجرالد
- بونیتا گرانویل
- مورونی اولسن
- اونا اوکانر
- آرتور شیلدز
- براندون هورست
- دنیس اودی
- Erin O'Brien-Moore
- جوزف مایکل کریگن
- مری گوردون
- وسلی بری
- دارسی کوریگان
- فرانک هاگنی
- پت هارتیگان